# 韦氏西奥蛛
韦氏西奥蛛（学名：Theonoe weyersi）为球蛛科西奥蛛属的动物。分布于印度尼西亚以及中国大陆的浙江等地。